# Obrovnica
Obrovnica falu Horvátországban Belovár-Bilogora megyében. Közigazgatásilag Belovár községhez tartozik.

## Fekvése
Belovár központjától légvonalban 8, közúton 10 km-re délkeletre, Galovac és Nevinac között, a Ciglena-patak partján fekszik.

## Története
A település Verbova néven már a középkorban is létezett, vásáros hely (oppidum) volt. 1370-ben János esztergomi érsek Jakab nevű rokona és Orbonai János fia Miklós osztoztak meg rajta. Orbonai László halálával a család kihalt, birtokait 1422-ben Zsigmond király Maróti János macsói bánnak adta előbb zálogbirtokul, majd 1424-ben adományként kapta. A Marótiak 1475-ig voltak birtokosai, amikor az uradalmat grebeni Hermanfi Lászlónak engedték át. 1476-ban Mátyás király alsólendvai Bánfi Miklósnak adományozta. 1501-ben Pál nevű plébánosát említik „Paulus plebanus in Verbowa” alakban. A térséget 16. század közepén szállta meg a török. A török megszállás teljesen megváltoztatta az itteni táj képét. A lakosság legnagyobb része az ország biztonságosabb részeire menekült, másokat rabságba hurcoltak. Ezután ez a vidék több évtizedre lakatlanná vált. A 17. századtól a kihalt területre folyamatosan telepítették be a keresztény lakosságot. 1774-ben az első katonai felmérés térképén a falu „Dorf Obrovnicza” néven szerepel. A település katonai közigazgatás idején a kőrösi ezredhez tartozott. Lipszky János 1808-ban Budán kiadott repertóriumában „Obrovnicza” néven szerepel.  
Nagy Lajos 1829-ben kiadott művében „Obrovnicza” néven 19 házzal, 39 katolikus és 72 ortodox vallású lakossal találjuk.
A katonai közigazgatás megszüntetése után Magyar Királyságon belül Horvátország részeként, Belovár-Kőrös vármegye Belovári járásának része volt. 1857-ben 229, 1910-ben 309 lakosa volt. Az 1910-es népszámlálás szerint a falu lakosságának 54%-a szerb, 31%-a horvát, 14%-a magyar anyanyelvű volt. 1918-ban az új szerb-horvát-szlovén állam, majd később Jugoszlávia része lett. 1941 és 1945 között a németbarát Független Horvát Államhoz, majd a háború után a szocialista Jugoszláviához tartozott. 1991-től a független Horvátország része. 1991-ben lakosságának 62%-a horvát, 31%-a szerb nemzetiségű volt. 2011-ben a településnek 185 lakosa volt. A településnek ma nincs temploma, a katolikus hívek a nevinaci plébániához tartoznak.

## Lakossága
| Lakosság változása | Lakosság változása | Lakosság változása | Lakosság változása | Lakosság változása | Lakosság változása | Lakosság változása | Lakosság változása | Lakosság változása | Lakosság változása | Lakosság változása | Lakosság változása | Lakosság változása | Lakosság változása | Lakosság változása | Lakosság változása |
| ------------------ | ------------------ | ------------------ | ------------------ | ------------------ | ------------------ | ------------------ | ------------------ | ------------------ | ------------------ | ------------------ | ------------------ | ------------------ | ------------------ | ------------------ | ------------------ |
| 1857               | 1869               | 1880               | 1890               | 1900               | 1910               | 1921               | 1931               | 1948               | 1953               | 1961               | 1971               | 1981               | 1991               | 2001               | 2011               |
| 229                | 251                | 232                | 282                | 296                | 309                | 314                | 323                | 312                | 317                | 312                | 282                | 246                | 208                | 198                | 185                |